# Wera Fjodorowna Panowa
Wera Fjodorowna Panowa (russisch Вера Фёдоровна Панова, wiss. Transliteration Vera Fëdorovna Panova; * 7.jul. / 20. März 1905greg. in Rostow am Don; † 3. März 1973 in Leningrad) war eine russische Schriftstellerin und Drehbuchautorin.

## Leben
Aufgrund des frühen Todes ihres Vaters, eines Bankbeamten, war sie gezwungen die Schule zu verlassen. Ihre Mutter, eine Buchhändlerin, konnte sich die Ausbildung der Tochter nicht leisten und so musste Wera Panowa sich autodidaktisch weiterbilden. Bereits im Alter von siebzehn Jahren begann sie als Journalistin bei verschiedenen Zeitungen und Zeitschriften Rostows zu arbeiten.
Im Jahre 1937 verließ sie mit ihrer Familie Rostow und zog in die Ukraine. Zu Beginn des Zweiten Weltkrieges lebte sie in der Stadt  Puschkin. Als die Stadt von den Deutschen eingenommen wurde, nahm man sie fest und deportierte sie in ein Konzentrationslager. Sie konnte jedoch entkommen und in die Ukraine zurückkehren. 1940 siedelte sie nach Leningrad über. Während des Zweiten Weltkrieges war sie in Perm für Presse und Rundfunk tätig.
Zwischen 1948 und 1970 lebte und arbeitete Panowa in einem ehemaligen Kasernenbau am Rande des Marsfeldes im damaligen Leningrad.
Ihr erstes Drama Ilja Kosogor veröffentlichte sie bereits 1933; es war jedoch nicht sehr erfolgreich. Sie begann daraufhin, sich neben Theaterstücken auch der Lyrik, dem Feuilleton und der Erzählung zu widmen, und dies mit außerordentlichem Erfolg.
Ihre Erlebnisse an der Front waren das Fundament ihres ersten Romans Sputniki (dt. „Weggenossen“), der 1947 erstmals veröffentlicht wurde. Für diesen Roman erhielt sie auch den Stalinpreis.
Das Drama Wojennoplennyje, das 1942 entstand, 1957 noch einmal bearbeitet wurde und unter dem Titel Meteliza (Schneesturm) erschien, beschreibt das Verhalten sowjetischer Menschen im Krieg, zum Teil in der Kriegsgefangenschaft. Dieses Drama setzt sich kritisch mit Rassismus und Nationalismus auseinander.
Wera Panowas Werke zeichnen sich besonders durch Aktualität aus und sind in mehr als 50 Sprachen übersetzt worden.

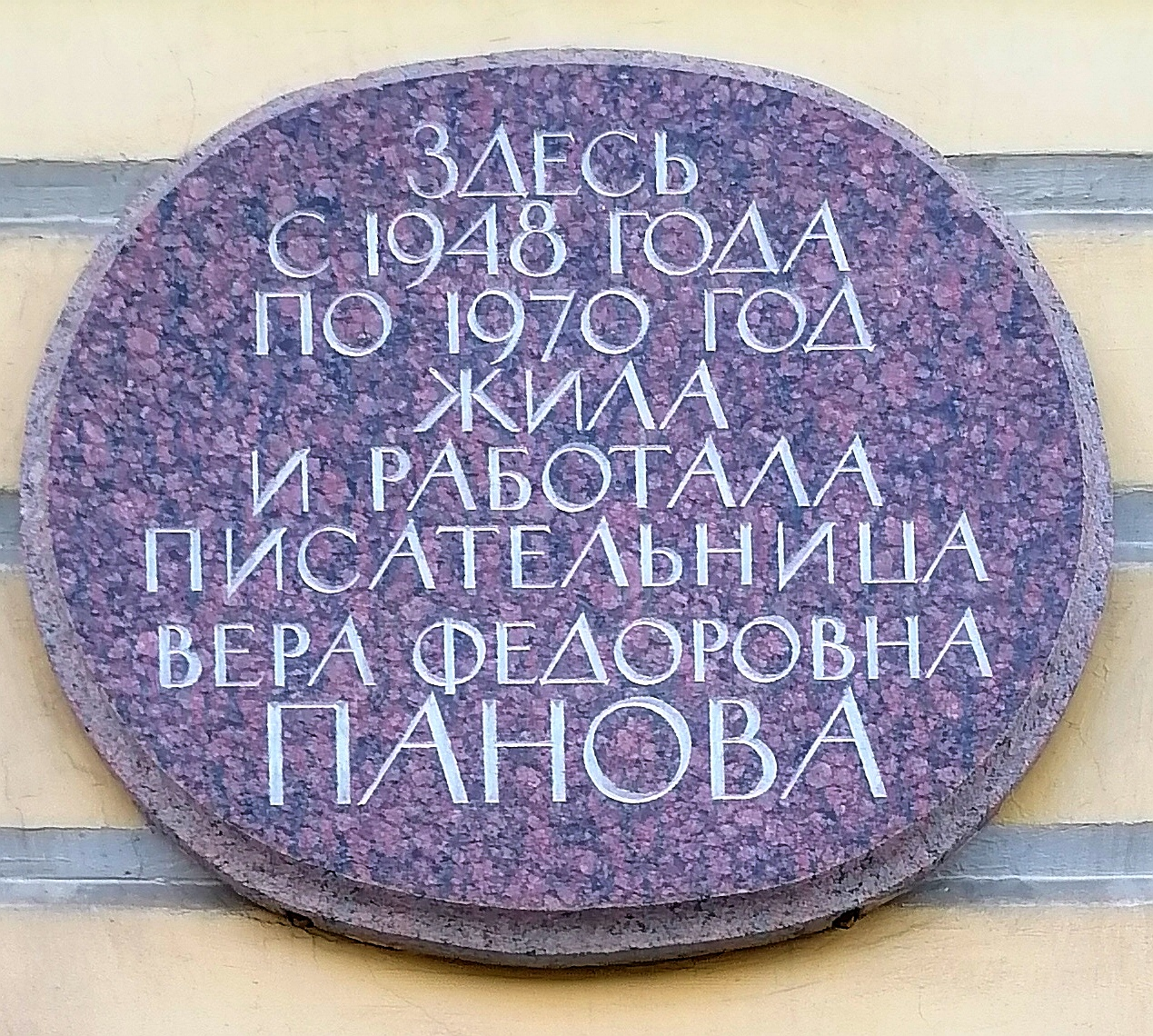
Gedenkplatte für Vera Panowa in Sankt Petersburg

## Werke (Auswahl)
- Sputniki, 1946 (dt. Weggenossen, Verlag Tägliche Rundschau, Berlin 1947,  oder Weggefährten, Zsolnay, Berlin (u. a.) 1948)
- Wojennoplennyie (Meteliza), 1942, 1957 (Schneesturm)
- Krushilicha, 1947 (dt. Menschen aus Krushilicha, Verlag Kultur und Fortschritt, Berlin 1949)
- Wremena goda, 1953 (Jahreszeiten)
- Sentimentalny roman, 1958 (dt. Mit 17 ist man jung,  Verlag Kultur und Fortschritt, Berlin 1960, oder Sentimentaler Roman, Langen (u. a.), München 1960)
- Serjoscha, 1955 (dt. Kleiner Mann in grosser Welt. Geschichten aus dem Leben eines noch sehr kleinen Jungen, Verlag Kultur und Fortschritt, Berlin 1956)
- Walja und Wolodja, 1959 (dt. Leningrader Erzählungen, Verlag Kultur und Fortschritt, Berlin 1962)
- Maltschik i dewotschka, (Junge und Mädchen)